# Blaze Five - Pink
 Blaze Five - Pink  (爆炎戦隊ブレイズファイブ -Pink-) es una película japonesa, del 9 de marzo de 2007, producida por Zen Pictures. El género es tokusatsu, de acción y aventuras, con artes marciales, dirigido por Toru Kikkawa, y protagonizada por Naoko Oguma, Mayu Shinozaki, Ichie Tanaka y Chisa Fukushima. La película posee una segunda parte titulada "Blaze Five - Blue".
El idioma es en japonés, pero también está disponible con subtítulos en inglés, en DVD o descargable por internet.

## Argumento
Mayumi Ichinose es Blaze rojo, Reina Futaba es Blaze azul, Natsuki Mitsumine es Blaze amarillo, y Saovi Yotsuya es Blaze negro. Las cuatro son valientes luchadoras contra la armada demoniaca del imperio "Evil Dread". Esta armada malvada envía a una nueva villana llamada "Scarlet Lips", que es una poderosa mujer monstruo a la que las cuatro Blaze no pueden vencer, ni utilizando su ataque Blaze especial. Las cuatro chicas se dan cuenta de que tienen que mejorar sus habilidades para derrotarla.
Reina, Blaze azul, encuentra a una nueva luchadora llamada Asuka Goyov, a quien confiando en sus habilidades, le otorga el brazalete con el que puede transformarse en una guerrera Blaze. Será la Blaze rosa. Las otras miembros del equipo Blaze están en contra de que Asuka entre a formar parte del equipo Blaze por su falta de experiencia.
Una vez en acción, Blaze lucha contra los soldados de "Evil Dread", pero tratando de ayudar a Blaze amarillo, es atrapada y hecha prisionera por "Scarlet Lips".